# Post-cubisme
Le post-cubisme (parfois postcubisme) est un mouvement artistique dont la période s'étend de la fin des années 1920 au début des années 1950. Il s'agit d'une évolution du cubisme.

## Artistes rattachés au post-cubisme
- Jean Messagier (1920-1999) à ses débuts.
- Clément Serveau (1886-1972) à son retour de Grèce, donc après 1934.
- Gustave de Smet (1897-1943).
- Raymond Georgein (1920-1999), à ses débuts.
- Christian d'Orgeix (né en 1927) à ses débuts.
- Roland Bierge (1922-1991).
- Robert Poughéon (1886-1955).
- Paul Revel (1922-1983) pour ses premières expositions, en 1949.
- Camille Hilaire (1916-2004).
- Jean Metzinger (1883-1956), pour ses derniers travaux[1].
- Renato Birolli (1905-1959), pour ses travaux de la fin des années 1940, après son installation à Paris.
- Marcel Caron (1890-1961)[2].
- Bill Parker (1922-2009), après son installation à Paris en 1951[3].
- René Guiette (1896-1957).
- Ervin Patkaï (1937-1985) à ses débuts.
- Claude Schürr (1921-2014)[4].
- Georges Cyr (1889-1987) pour ses productions des années 1940[5].
- Maurice Faustino-Lafetat (1917-1998).
- Geneviève Pezet (1913-2009), pour sa peinture influencée par l'année qu'elle a passée à l'Académie André Lhote.
- Suzanne Chapelle (1913-1996).
- Miguel Devèze (1909-2000).

## Artistes influencés par le post-cubisme
- Catherine Gallimard (née en 1971).
- Ghassan Salman Faidi (né en 1948)[6].